# Ambalavao
Ambalavao [amˌbalaˈvaw] je mesto (commune urbaine) na Madagaskarju v regiji Haute Matsiatra. Mesto je na skrajnem južnem delu Centralnega višavja, blizu mesta Fianarantsoa. Mesto z dobrimi 30.000 prebivalci naseljuje predvsem ljudstvo Betsileo.

## Zgodovina
V tej regiji so se Betsileo soočili z Baro (18. stoletje) in Merino (19. stoletje), da bi ohranili svoje ozemlje in svojo neodvisnost. V spomin na te tragične dogodke je regija označena s številnimi svetišči. Tako je bila skala Ifandàna, jugovzhodno od mesta, kraj, s katerega so se vrgli tisti, ki so imeli raje smrt kot gospostvo Merine.
Vas se je razmahnila leta 1900, ko jo je kolonialna uprava povzdignila v okrožno prestolnico in tam zgradila šole. Cesta, ki povezuje Ambalavao z glavnim mestom Antananarivo, je bila odprta leta 1916.

## Geografija
Ambalavao je ob državni cesti 7 Fianarantsoa-Ihosy-Tuléar, 160 km od Ihosyja in 56 km od Fianarantsoa. Ima svoje letališče.
Ambalavao ima vlažno subtropsko podnebje (Köppen Cwa).

### Narava
- Skupnostni rezervat Anja, ki leži približno 13 km južno od Ambalavoa, je majhen skupnostni rezervat, ustvarjen za ohranjanje in upravljanje lokalnih naravnih virov.
- Narodni park Andringitra je v bližini tega mesta.

## Znamenitosti
V Ambalavau so ohranjene različne stavbe iz kolonialne dobe z balkoni in verandami, okrašenimi z rezbarijami.
Bureau de la Zone Administrative je kolonialna stavba, zgrajena iz ploščic z zunanjimi stopnicami okoli leta 1920.
Cerkev svetega Jožefa je velika katoliška cerkev, ki je bila zgrajena iz ploščic v neogotskem slogu v prvi četrtini 20. stoletja. 
Ambalavao je znan po proizvodnji svile, ki temelji na vzreji posebne vrste sviloprejk, ki se prehranjuje z drevesi tapie (Uapaca bojeri). Svila, pridobljena iz zapredkov gosenic, se v Ambalavau prede kot volna in pred tkanjem pobarva z naravnimi barvili, pridobljenimi iz korenin in listov rastlin, ki rastejo po mestu. V severnem delu mesta si lahko ogledate tkalnico svile.
Ambalavao je znan tudi po proizvodnji papirja Antemoiro iz lubja grmovja Avoha, vrste morus. Delavnico lahko obiščete v središču mesta.
Dvakrat na teden poteka tržnica zebujev.
Skupnostni rezervat Anja je razgleda vreden naravni rezervat, znan po obročkastorepih makijih (Lemur catta).
- Papir antaimoro
- Lemur catta, rezervat Anja
- Tržnica zebujev
- Pokrajina med Ambalavao in Talata Ampano